# Júlia Ramalho
Júlia Ramalho (São Martinho de Galegos, Barcelos, 3 de maio de 1946) é uma ceramista portuguesa.
Neta de Rosa Ramalho, de quem foi discípula desde muito nova, herdou da avó o gosto pela olaria e o talento criativo. Medusas, bacos, diabos trovadores, figuras fantásticas, o Padre Inácio e Os sete pecados mortais são algumas das peças mais famosas da artista.